# Tabúk
Tabúk je hlavní město stejnojmenné provincie v severozápadní části Saúdské Arábie. Má přibližně 886 tisíc obyvatel. Nachází se v blízkosti hranice s Jordánskem a sídlí zde největší základna leteckých sil v Saúdské Arábii.

## Demografie
V roce 1950 měl Tabúk 12 000 obyvatel. Do roku 2022 toto číslo vzrostlo na téměř 900 tisíc.